# Hugo Nys
Hugo Nys (pronunție în franceză [yɡo nis]; n. 16 februarie 1991, Évian-les-Bains, Rhône-Alpes, Franța) este un jucător profesionist de tenis de origine franceză, născut în Monaco, specialist în jocul de dublu. Cea mai bună clasare a sa la simplu este locul 327 mondial, în iulie 2019, iar la dublu locul 12 mondial, la 12 iunie 2023. A devenit primul jucător monegasc care a ajuns în semifinale și în finala unui turneu major la Australian Open 2023.